# روی‌هووری
رویْ‌هُووُری بخشی از محله هرتتونیمی در هلسینکی، فنلاند است. جمعیت آن تقریباً ۸۰۰۰ نفر و مساحت آن ۱٫۴۷ کیلومتر مربع است.

## نگارخانه

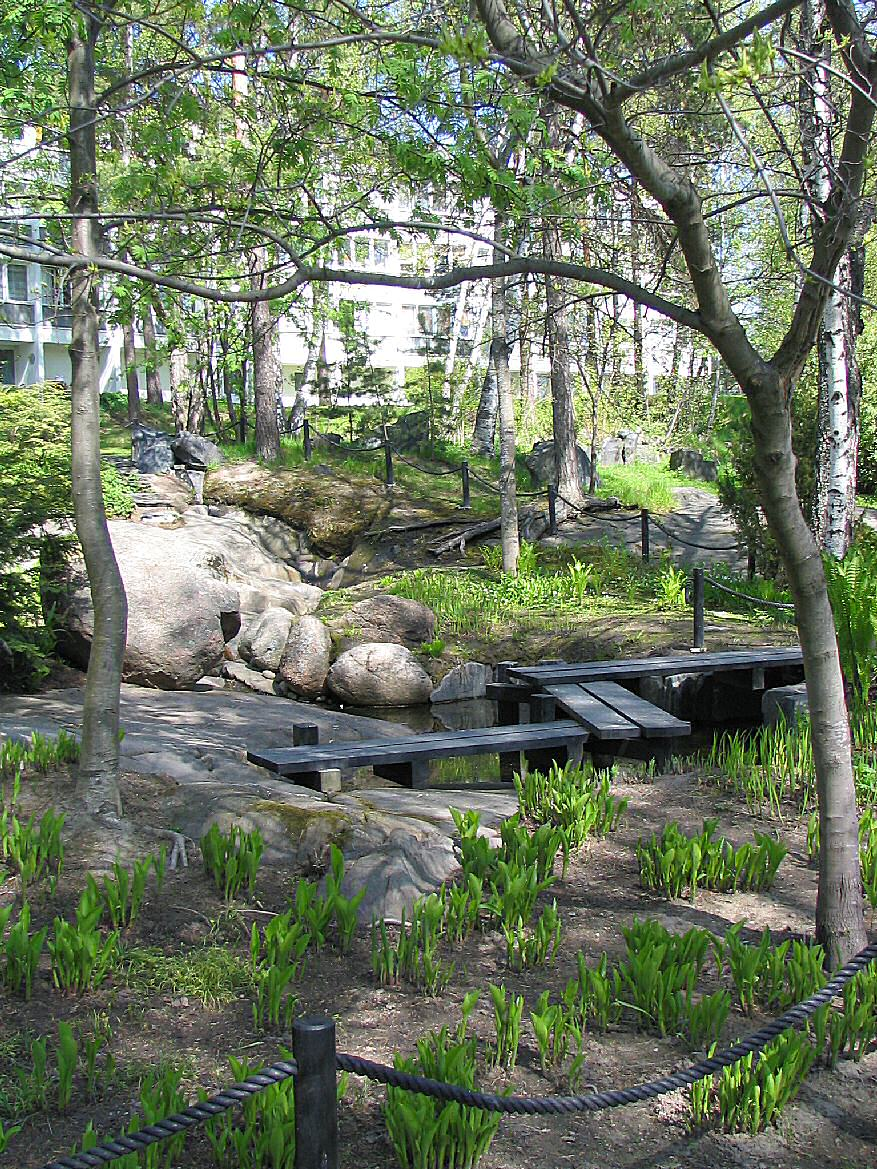
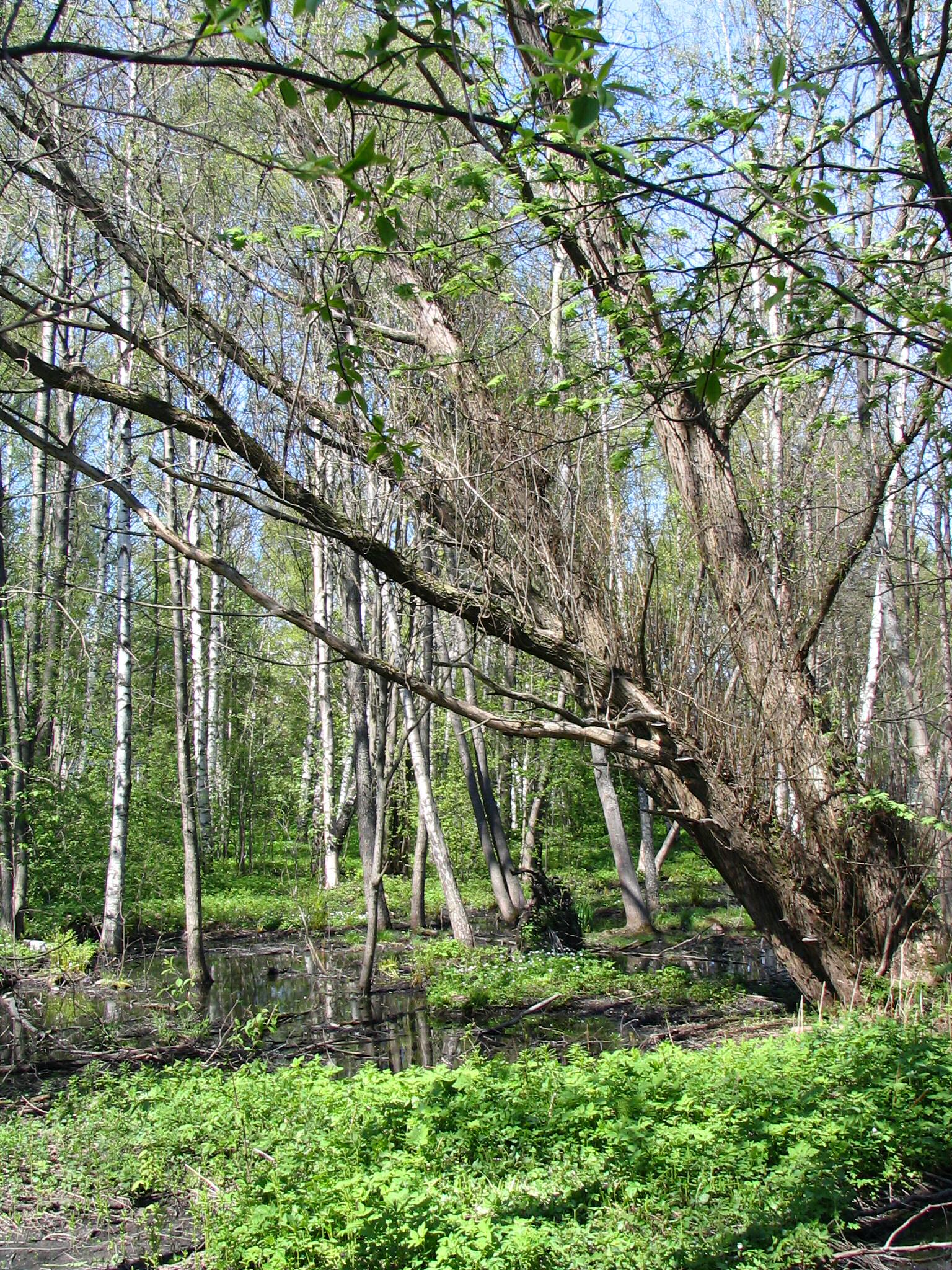
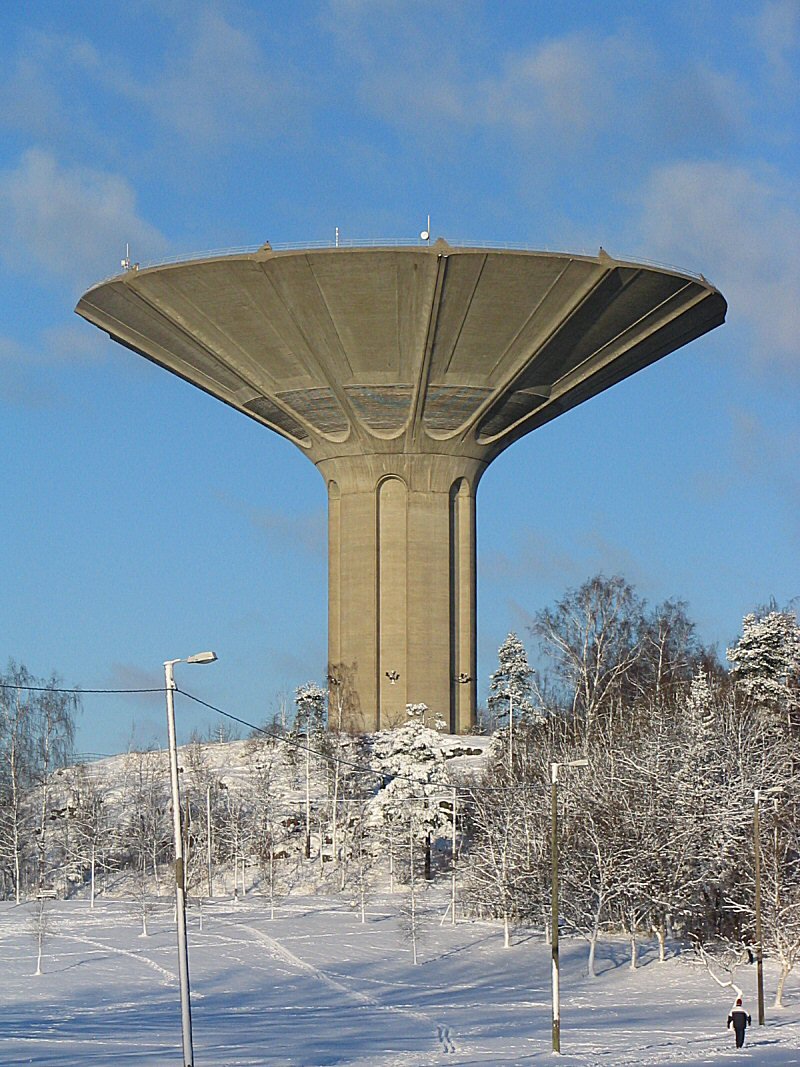